# Ронсесвальес
Ронсесвальес (исп. Roncesvalles, баск. Orreaga, фр. Roncevaux) — муниципалитет в Испании, входит в провинцию Наварра. Муниципалитет находится в составе района (комарки) Ауньяменди. Занимает площадь 15,1 км². Население — 24 человека (на 2010 год). Расстояние до административного центра провинции — 47 км.
Название Ронсесвальес переводится как «долина терновых кустов» Населённый пункт расположен в Пиренеях у южного подножия перевала Ибаньета (исп. Puerto de Ibañeta, фр. Col de Roncevaux, баск. Ibañetako Mendatea) на реке Урроби.
Известность этого места обусловлена двумя причинами: во-первых, его важностью как паломнической станции на Пути Святого Иакова и, во-вторых, битвой при Ронсесвальес 15 августа 778 года. Здесь арьергард войска Карла Великого под предводительством Роланда был уничтожен местными басками, что легло в основу песни о Роланде.

## География

### Географическое положение
Населённый пункт является важным транспортным пунктом на пути из Франции в Испанию. Прямо над ним расположен перевал Ибаньета (1066 м), которым пользовались с доисторических времён. Над посёлком возвышается гора Орзанзуриета с отметкой 1567 м. Сам посёлок расположен на отметках чуть более 900 м.
Муниципалитет Ронсесвальес граничит на севере, на перевале Ибаньета, с Валькарлосом — транпиренейским муниципалитетом в Наварре, и на юге с Бургете, который был первым городом в регионе, ранее называвшимся Бурго-де-Ронсесвальес. На востоке граничит с муниципалитетом Орбайсета.

### Геология
Практически вся территория муниципалитета сложена дрвними горными породами палеозойского возраста.

### Климат
Климат Ронсесвальеса отличается суровой зимой и мягким летом. Зимой здесь много снега и для его полного таяния требуется несколько недель. Кроме того, в течение года бывает много дождливых и туманных дней. Учитывая горный атлантический климат, средняя годовая температура в муниципалитете составляет всего 8 градусов. Среднее годовое количество осадков составляет от 1600 до 2000 мм, а количество дождливых дней в году — около 150. На холме над посёлком, на высоте 947 метров над уровнем моря, находится метеорологическая станция Испанского метеорологического агентства (AEMET — Agencia Estatal de Meteorología).

### Растительность
Характер растительности Ронсесвальеса является следствием сурового климата, поэтому буки и дубы — самые распространенные породы деревьев. Буковые леса составляют 98 % леса, а дубовые рощи — только 2 % леса.

## История
Уже в доримские времена здесь был переход через Пиренеи, а не позднее римлян на их главной дороге Бордо-Асторга служил перевалочной станцией.
Карл Великий использовал проход из Ронсесвальеса для своей испанской кампании 778 года, а отступление в упомянутой выше битве стало местью басков за разрушение Памплоны его войсками. Однако в качестве места битвы Роланда указывают и другое место в Пиренеях. Согласно местной легенде, перевальная выемка Бреш-де-Роланд (Brecha de Rolando), расположенная почти в 100 км к востоку, имеющая ширину 40 м и глубину 100 м на высоте 2807 м в главном хребте Пиренеев, над цирком Гаварни, возникла в результате удара Роланда мечом Дюрандаль.
Ронсесвальес приобрел огромное значение с образованием Пути Иакова в 813 году. Здесь сходятся воедино три из четырёх самых важных паломнических европейских маршрутов: Via Podiensis из Пюи и Конк, Via Turonensis — из Парижа, Тура и Пуатье, Via Lemovicensis — от Везеле, Лиможа и Периге.
Этот сравнительно лёгкий перевал позволял избежать прибрежного маршрута с многочисленными опасными и дорогостоящими речными переправами и одновременно посетить поле битвы Роланда, даже несмотря на то, что дорога известна своими крутыми подъёмами и неустойчивыми погодными условиями.
Место, где с 1132 года располагался старый монастырь августинцев, приобрело известность как важная остановка на Пути Святого Иакова и вновь обрело эту функцию с современного возрождения Пути.
Когда в 1439 году группа всадников из Королевства Наварра прибыла в герцогство Бургундское, чтобы договориться о браке принца Карла Наваррского с Агнессой Клевской, племянницей герцога Бургундского, их главным послом был приор Ронсесвальский. Его описывали как «благородного рыцаря».
В долине Ронсесвальес в апреле и мае 1793 г. происходили бои между испанцами и французами, а 25 июля 1813 г. французский маршал Сульт изгнал англичан и испанцев с их позиций.
Участок территории на спутнике Сатурна Япет был назван «Земля Ронсесвальес» (Roncevaux Terra) в честь места или битвы Роланда.

## Население
В 1930 году здесь проживало 163 человека и с тех пор наблюдается постоянная тенденция к сокращению численности населения. За последние двадцать лет она никогда не превышало 35 человек. В 2020 году здесь проживало всего 18 человек.
| Год  | Численность | Численность   |
| ---- | ----------- | ------------- |
| 2001 | 29          | [ 4 ]         |
| 2002 | 27          | [ 5 ]         |
| 2003 | 23          |               |
| 2004 | 26          | [ 6 ]         |
| 2005 | 24          | [ 7 ]         |
| 2006 | 25          | [ 8 ]         |
| 2007 | 24          | [ 9 ]         |
| 2008 | 26          | [ 10 ]        |
| 2009 | 30          | [ 11 ]        |
| 2010 | 24          | [ 12 ]        |
| 2011 | 24          | [ 13 ]        |
| 2012 | 24          | [ 14 ]        |
| 2013 | 26          | [ 15 ]        |
| 2014 | 33          | [ 16 ]        |
| 2015 | 32          | [ 17 ]        |
| 2016 | 34          | [ 18 ]        |
| 2017 | 21          | [ 19 ] [ 20 ] |
| 2018 | 21          | [ 21 ]        |
| 2019 | 22          | [ 22 ]        |
| 2020 | 18          | [ 23 ]        |
| 2021 | 19          | [ 24 ]        |
| 2022 | 19          | [ 25 ]        |
| 2023 | 19          | [ 26 ]        |
| 2024 | 21          | [ 1 ]         |

## Экономика
Основным видом экономической деятельности муниципалитета являются услуги, в которых занято 90 % населения. Художественно-архитектурное наследие Ронсесвальеса ежегодно привлекает в город сотни паломников и посетителей, и это привело привело к расширению различных ресторанов, музейной деятельности и туристской инфраструктуры. Имеется несколько гостиниц (убежищ) для туристов и паломников.
Ронсесвальес — небольшой населённый пункт, в котором сельское хозяйство почти не играет роли, в отличие от южного муниципалитета Аурис. Площадь возделываемых земель сокращается с двадцатого века. Из 44 га, существовавших в 1981 году, к 1984 году осталось только 32 га.
Небольшую роль играет лесное хозяйство.
Ронсесвальес связан автобусным сообщением с Памплоной и другими городами Наварры. Есть также такси для связи с близлежащими населёнными пунктами.

## Достопримечательности
- Королевская коллегиальная церковь Санта-Мария-де-Ронсесвальес с почитаемым образом святой Марии и цепями, изображёнными на гербе Наварры.
- Библиотека и музей.
- Паломническая часовня Святого Иакова.
- Часовня Святого Духа.
- Часовня Святого Августина с захоронением короля Наварры Санчо VII.
- Мемориальная часовня Спасителя на перевале Ибаньета.
- Каменный крест паломника, установленный в XIV веке в 300 метрах от Ронсесвальева на дороге в Бургете. На нём изображены король Наварры Санчо VII и его жена Клеменса.

## Ронсесвальес в искусстве
В 2010 году в прокат вышел американский художественный фильм-драма «Путь» (The Way). В нём рассказывается история четырёх паломников, идущих по Пути Иакова. В Ронсесвальесе проходили натурные съёмки в гостинице-приюте « La Posada» и рядом с ней. Гостиница расположенной на выходе из посёлка в сторону Сантьяго-де-Компостела. Она была построена в 1612 году и является одной из нескольких паломнических приютов Ронсесвальеса.

## Галерея
- Часовня святого апостола Иакова Зеведеева.
- Часовня Святого Духа.
- Витраж Королевской коллегиальной церкви.
- Памятник в ознаменование 12-ти столетий со времени битвы у перевала Ронсесваль.
- Музей: шахматная доска Карла Великого.
- Почитаемый образ Девы Марии Ронсесвальской.